# Agrotis ochrea
Agrotis ochrea là một loài bướm đêm trong họ Noctuidae.